# 이케다 가즈미
이케다 가즈미 또는 이케다 카즈미(池田 和美)는 일본 교토 애니메이션 산하의 애니메이션Do에 소속되어 있는 여성 애니메이터이자 캐릭터 디자이너이다.
교토 애니메이션의 오사카 스튜디오로 입사하였으나, 2000년 오사카 스튜디오가 애니메이션Do로 분사하면서 동반 이적하게 되었다. 다만 애니메이션Do의 성격상 대부분 교토 애니메이션 작품의 제작을 담당하고 있다.
대표적으로 Key의 게임을 원작으로 하는 Kanon과 클라나드의 캐릭터 디자인을 담당하였다.

## 주요 참가 작품

### TV 애니메이션
- 환상게임(1995년) - 원화
- 아기와 나(1996 ~ 1997년) - 작화 감독·원화
- 하이퍼 폴리스(1997년) - 작화 감독·원화, OP원화
- 포켓몬스터(1997년 ~ 2002년) - 작화 감독
- 마법의 스테이지 팬시라라(1998년) - 작화 감독
- 천사가 될 꺼야!(1999년) - 작화 감독
- 파워스톤(1999년) - 작화 감독·원화
- 주간 스토리 랜드(1999년 ~ 2001년) - 캐릭터·작화 감독
- 게이트 키퍼즈(2000년) - 작화 감독
- 이누야샤(2000년 ~ 2004년) - 원화
- SAMURAI GIRL 리얼 배틀 하이스쿨(2001년) - 원화
- 정글은 언제나 맑음 뒤 흐림(2001년) - 작화 감독·원화
- 지구 방위 가족(2001년) - 작화 감독
- 바람의 요짐보(2001년 ~ 2002년) - 작화 감독
- 아따맘마(2002년 ~ 2004년경) - 원화
- 풀 메탈 패닉? 후못후(2003년) - 작화 감독·원화, OP원화
- AIR(2005년) - 작화 감독·원화, OP원화
- 풀 메탈 패닉! TSR(2005년) - 작화 감독·원화
- 스즈미야 하루히의 우울(2006년) - 작화 감독
- Kanon(2006년) - 캐릭터 디자인·총 작화 감독·작화 감독, OP·ED 작화 감독
- 러키☆스타(2007년) - 작화 감독·원화, OP원화
- 클라나드(2007년) - 캐릭터 디자인·총 작화 감독·작화 감독, OP 작화 감독
- 클라나드 애프터 스토리(2008년) - 캐릭터 디자인·총 작화 감독·작화 감독, OP·ED 작화 감독
- 하늘을 올려다 본 소녀의 눈동자에 비친 세계(2009년) - 작화 감독보좌
- 케이온!(2009년) - 원화

### 극장판
- 짱구는 못말려 : 운코쿠사이의 야망(1995년) - 동화
- 오렌지 로드 : 그 여름의 시작(1996년) - 원화
- 포켓 몬스터 : 결정탑의 제왕 ENTEI(2000년) - 작화 감독
- 도라에몽 : 노비타의 태양왕전설(2000년) - 원화
- 포켓 몬스터 : 물의 도시의 수호신 라티아스와 라티오스(2002년) - 작화 감독
- 도라에몽 : 노비타의 로봇왕국(2002년) - 원화
- 도라에몽 : 노비타와 이상한 바람술사(2003년) - 원화
- 짱구는 못말려 : 태풍을 부르는 석양의 카스카베 보이즈(2004년) - 원화

### OVA
- 사쿠라 대전 앵화현란(1997년 ~ 1998년) - 원화
- 정글은 언제나 맑은 뒤 흐림 디럭스(2002년) - 작화 감독
- 정글은 언제나 맑은 뒤 흐림 FINAL(2003년 ~ 2004년) - 작화 감독
- 문토 ~시간의 벽을 넘어서~(2005년) - 원화

### 기타
- 댄싱 블레이드 제멋대로 복숭아 천사!(1998년) - 원화
- 댄싱 블레이드 제멋대로 복숭아 천사! ~Tears of Eden~(1999년) - 캐릭터 디자인(타케모토 야스히로, 이시다 아츠코와 공동 작업)·작화 감독·원화

## 같이 보기
- 교토 애니메이션
- 호리구치 유키코